# Sylviane Chatelain
Sylviane Chatelain (St-Imier, 14 de noviembre de 1950) es una escritora suiza.
Estudió en la Escuela de las Artes Decorativas de Ginebra, en el instituto de noche de Lausana y en la Facultad de letras de la Universidad de Neuchâtel donde obtuvo un certificado de latín.
Durante sus estudios en Ginebra, ella ganó el primer premio de diseño gráfico de un concurso organizado por la Administración de correos de las Naciones Unidas (1969) y el primer premio de diseño gráfico del Despacho central de la marca suiza original «El Arbalète» (1970).
En 1984, obtuvo el primer premio del concurso literario organizado por el taller de escritura del Sol en Saignelégier (texto publicado en La montagne aux vingt miroirs). Sylviane Chatelain obtuvo el Premio Hermann Ganz, y dos premios de la comisión de literatura del Cantón de Berna, el Premio Schiller y el Premio BPT (hoy Premio Bibliomedia Suiza). Fue invitada tres veces a las Jornadas literarias de Soleura (1992, 2001 y 2003). En 2000 y 2006, formó parte del equipo de Lettres Frontière (Cartas Frontera).
Fue miembro de la Comisión de literatura de lengua francesa en el cantón de Berna (1996-2002) y después fue su presidenta (2002). Fue también miembro de la Comisión francófona encargada de los asuntos culturales generales (1999-2002). Durante varios años también representó  el Consejo-ejecutivo del cantón de Berna en el seno del Consejo de Dirección de la Fundación C.F. Ramuz (1998-2005).
Fue elegida miembro del Instituto de las Ciencias, de las Letras y de las Artes del Jura en 1994, de la Asociación de Escritores de Neuchâtel y del Jura y miembro fundador del Círculo literario (2005-2006) de la Sociedad del Jura de emulación (SJE), miembro del AdS (Escritores y escritoras de Suiza) y de Pro Litteris.

## Publicaciones
- Las Carreteras blancas, nuevas, ediciones del área, 1986.
- La Parte de sombra, novela, Bernard Campiche editor, 1988. Premio Hermann Ganz 1989 de la Sociedad suiza de las escritoras y escritores. Premios 1989 de la Comisión de literatura francesa del Cantón de Berna. Reeditado a las ediciones camPoche en 2005.
- Schattenteil, (La parte de sombra, traducción alemana de Barbara Traber), Edición Hans Erpf, Bern/München, 1991. Publicado en telenovela en la Neue Zürcher Zeitung.
- Del otro lado, nuevas, Bernard Campiche Editor, 1990. Premio Schiller 1991.
- El Manuscrito, novela, Bernard Campiche Editor, 1993.
- Das Manuskript, (El Manuscrito, traducción alemana de Yla von Dach), eFeF Verlag, Bern, 1998.
- La extranjera, nuevas, Bernard Campiche Editor, 1999. selección Cartas frontera 2000.
- El Libro de Amada, novela, Bernard Campiche Editor, 2002. Premio Bibliomedia 2003. Premio 2004 de la Comisión de literatura francesa del cantón de Berna (igualmente para el conjunto de la obra).
- Una mano sobre vuestro hombro, Bernard Campiche Editor, 2005. selección Cartas frontera 2006.
- En un instante, nuevas, Bernard Campiche Editor, 2010.
- La Boisselière, novela, Bernard Campiche Editor, 2014
- Nuevas y cuentos aparecidos en la prensa y diferentes revistas de Suiza, Canadá, Rumanía, Bélgica y Rusia.